# 勢理客
勢理客（じっちゃく）は、沖縄県浦添市の地名。郵便番号は901-2122。

## 地理
浦添市西部に位置する。西洲・小湾・仲西・内間、那覇市安謝・那覇市曙と隣接する。那覇市安謝とは安謝川を挟んで隣り合っており、国道58号安謝橋及び安謝高架橋で結ばれている。国立劇場おきなわや沖縄県立那覇工業高等学校などが立地し周辺には工場や工業に関する企業が多い。

## 歴史
「じっちゃく」という読みは、「せりきゃく」の沖縄方言（母音の「e」→「i」、子音の「k」→「ch」）読みである「しりちゃく」が、濁音化・音便化したものである。
浦添市では、1996年11月25日の住居表示実施の際に正式な読み方を「じっちゃく」とした。

## 他地域の同名地名
- 沖縄県島尻郡伊是名村字勢理客（せりきゃく、じっちゃく）
- 沖縄県国頭郡今帰仁村字勢理客（せりきゃく、じっちゃく）

## 施設

### 勢理客一丁目
- 浦添市立神森小学校
- 浦添市立神森幼稚園
- 第二波之上自動車学校
- 勢理客小公園

### 勢理客二丁目
- 浦添勢理客郵便局
- ゆうな公園

### 勢理客三丁目
- 沖縄海邦銀行勢理客支店
- むつき公園

### 勢理客四丁目
- 国立劇場おきなわ
- 沖縄県立那覇工業高等学校
- 浦添市産業振興センター・結の街
- アークボウル（ボウリング場）
- シンバホールディングス

## 交通

### バス
勢理客バス停
- 20番・名護西線（琉球バス交通・沖縄バス）
- 23番・具志川線（琉球バス交通）
- 27番・屋慶名（大謝名）線（琉球バス交通・沖縄バス）
- 28番・読谷（楚辺）線（琉球バス交通・沖縄バス）
- 29番・読谷（喜名）線（琉球バス交通・沖縄バス）
- 31番・泡瀬西線（東陽バス）
- 32番・コンベンションセンター線（沖縄バス）
- 52番・与勝線（沖縄バス）
- 63番・謝苅線（琉球バス交通）
- 77番・名護東（辺野古）線　（沖縄バス）
- 80番・与那城線（沖縄バス）
- 87番・てだこ線（沖縄バス）※国道58号沿いではなく市道沿い
- 99番・天久新都心線（琉球バス交通）
- 110番・長田具志川線（琉球バス交通）
- 120番・名護西空港線（琉球バス交通）
- 223番・具志川おもろまち線　（琉球バス交通）
- 227番・屋慶名おもろまち線（琉球バス交通・沖縄バス）
- 228番・読谷おもろまち線（琉球バス交通・沖縄バス）
- 263番・謝苅おもろまち線（琉球バス交通）
- 287番・てだこおもろまち線（沖縄バス）※国道58号沿いではなく市道沿い

勢理客一丁目バス停
- 87番・てだこ線（沖縄バス）
- 287番・てだこおもろまち線（沖縄バス）

### 道路
- 国道58号
- 市道３号線 - せせらぎは、平成３年度手づくり郷土賞（施設部門）受賞。